# Charles Anderson (Politiker)

Charles Anderson

Charles Anderson (* 1. Juni 1814 bei Louisville, Kentucky; † 2. September 1895 in Kuttawa, Kentucky) war ein US-amerikanischer Politiker (Republikanische Partei) und von 1865 bis 1866 der 27. Gouverneur des Bundesstaates Ohio.

## Frühe Jahre
Anderson besuchte bis 1833 die Miami University in Oxford. Nach einem anschließenden Jurastudium schlug er in Dayton eine juristische Laufbahn ein. Er war als Rechtsanwalt und für ein Jahr als Bezirksstaatsanwalt tätig.

## Politischer Aufstieg
Im Jahr 1844 wurde Anderson in den Senat von Ohio gewählt. Dort trat er für die Rechte der Afroamerikaner ein. Danach bereiste er Europa und widmete sich dann wieder seiner Anwaltstätigkeit. Seit 1848 lebte er in Cincinnati. Dort betrieb er mit Rufus King eine Gemeinschaftspraxis. Um 1855 kehrte er für kurze Zeit nach Dayton zurück, ehe er aus gesundheitlichen Gründen nach Texas zog, wo er eine Farm erworben hatte. Dort geriet er im Jahr 1860 in die politische Diskussion um die Abspaltung der Südstaaten. Im Dezember 1860, angesichts des Austritts von South Carolina aus der Union, hielt Anderson in San Antonio eine flammende Rede gegen die Sezession und für den Erhalt der Union. Dadurch wurde seine Lage in Texas, das auf der Seite des Südens stand, unhaltbar. Er wurde beleidigt, grundlos verhaftet und verfolgt. Daher floh er über Mexiko wieder nach Norden und kehrte nach Dayton zurück.
Beim Ausbruch des Bürgerkrieges wurde er von Präsident Abraham Lincoln auf eine Mission nach Europa geschickt, um dort Werbung für die Sache der Nordstaaten zu betreiben. Nach seiner Rückkehr wurde er Colonel in einer Infanterieeinheit. Er nahm an einigen Schlachten teil und wurde schwer verwundet. Nach dem Ende seiner Militärzeit wandte sich Anderson wieder der Politik zu. Im Jahr 1863 wurde er zum Vizegouverneur von Ohio gewählt.

## Gouverneur von Ohio
Als der amtierende Gouverneur John Brough am 29. August 1865 starb, musste Anderson dessen restliche Amtszeit beenden. Diese war relativ kurz und endete bereits am 8. Januar 1866. Die wenigen Monate, die Anderson als Gouverneur amtierte, verliefen in Ohio weitgehend ereignislos. Im Wesentlichen mussten die Folgen des Bürgerkrieges überwunden werden.
Nach dem Ende seiner Amtszeit zog sich Anderson aus der Politik zurück. Er war zunächst weiter Rechtsanwalt in Dayton und zog später nach Kentucky zurück. Dort gründete er im Lyon County die Ortschaft Kuttawa, in der er 1895 verstarb. Charles Anderson war mit Eliza J. Brown verheiratet, mit der er drei Kinder hatte. Er war ein Bruder von Major Robert Anderson, der als Kommandeur von Fort Sumter im April 1861 in die ersten Kampfhandlungen des Bürgerkrieges verwickelt wurde und schließlich kapitulieren musste.